# Société des guides de Courmayeur
La Société des guides alpins de Courmayeur est un organisme qui regroupe des professionnels de la montagne (guides et accompagnateurs en montagne). Elle a pour vocation principale l'accompagnement de clients en haute montagne, essentiellement dans le massif du Mont-Blanc.

## Histoire
Créée en 1850, la Société des guides de Courmayeur est la première d'Italie et la deuxième au monde après la Compagnie des guides de Chamonix (1824).
Le chef de file a été Jean-Laurent Jordaney. Originaire de Pré-Saint-Didier et surnommée Patience, il a accompagné entre autres l'alpiniste et botaniste Horace-Bénédict de Saussure à partir de 1774 sur le glacier du Miage et sur le mont Crammont lorsqu'il décida d'ouvrir une voie au mont Blanc, et l'Anglais Thomas Ford Hill au col du Géant en 1786.
Les personnalités majeures liées à la Société des guides de Courmayeur ont été, au long de son histoire : Jules Guédoz, Émile Rey, Adolphe Rey, Joseph Petigax, Alexis Brocherel, Laurent Croux, Cyprien Savoye, César Ollier et Louis Mussillon.
Les expéditions extra-européennes ont été organisées par la société à partir du début du XXe siècle.
Elle fait partie de l'Union internationale des associations de guides de montagne.

## Organisation
Elle compte en 2012 environ cinquante associés, dont quarante en activité.

## Refuges et bivouacs
La Société des guides de Courmayeur gère le refuge Monzino (massif du Mont-Blanc), le bivouac Marco Crippa (au val Vény) et le bivouac Jachia (au val Ferret).

## Le musée
Dans le bâtiment du siège de la Société, situé entre la route du Villair et la place abbé Henry à Courmayeur, se trouve le musée alpin Duc des Abruzzes.